# Донское (аэропорт)
Международный аэропорт Тамбо́в (Донско́е) — гражданский аэропорт международного значения.
Аэропорт расположен в 10 км северо-восточнее центра города, недалеко от села Донское и Татаново.

## История
- 1970 — начато строительство бетонной взлётно-посадочной полосы, дороги от города до аэропорта, стоянок самолётов, нового здания аэровокзала.
- 1971 — в эксплуатацию поступили самолёты Ан-24 (бортовые номера: Ан-24Б 46291, 46581, 47269, 47828, 47835; Ан-24РВ 46519, 46657, 46691, 46848, 47199, 47800).
- 1974-1975-е годы — сданы в эксплуатацию здание аэровокзала и гостиницы аэропорта.
- 1980-1990-е годы — выполнялись регулярные авиарейсы в аэропорты городов Москва, Тула, Калуга, Ленинград, Минск, Донецк, Свердловск, Симферополь, Киев, Днепропетровск, Одесса, Сочи, Нальчик, Ульяновск, Волгоград, Нижнекамск (с посадкой в Куйбышеве), Белгород, Харьков, Челябинск, Чебоксары.
- 1993 — Тамбовское авиапредприятие было переименовано в открытое акционерное общество «АВИАТА».

В связи с распадом СССР в аэропорту резко упал пассажирооборот и грузооборот. Были прекращены полёты на Украину и Белоруссию по причине их убыточности. В 1997 году были отменены авиарейсы на Восток, Сочи и Москву. ОАО «АВИАТА» с 1997 года находится в стадии банкротства. Многие авиаспециалисты были сокращены или уволены.
С целью сохранения авиапредприятия и развития авиации в Тамбовской области в 2003 году руководством Тамбовской области принято решение о создании Тамбовского областного государственного унитарного предприятии "Аэропорт «Тамбов»". В 2008 году ТОГУП "Аэропорт «Тамбов» было акционировано и преобразовано в открытое акционерное общество «Аэропорт „Тамбов“». До декабря 2010 года из аэропорта рейсы в Москву выполняла авиакомпания Регион-Авиа на самолете Embraer EMB 120 Brasilia.
В 2011 году аэропорт передали из федеральной в областную собственность. С 11 января 2011 года регулярные рейсы по маршруту Тамбов (Донское) — Москва (Внуково) начала выполнять авиакомпания Ак Барс Аэро на самолете Як-40.
С 1 января 2012 года авиакомпания Ак Барс Аэро прекратила полёты из Тамбова в связи с невозможностью дальнейшей эксплуатации устаревших самолётов Як-40, использовавшихся на данном направлении.
С 8 апреля 2012 года ОАО «Авиакомпания «ЮТэйр» (UTair Aviation) открыла еженедельный рейс по маршруту Москва (Внуково) — Тамбов — Москва на самолете Ан-24. Рейсы выполняются два раза в день.
С 2013 года ОАО «Авиакомпания «ЮТэйр» (UTair Aviation) выполняет рейс по маршруту Москва (Внуково) — Тамбов — Москва на самолете ATR-72.
С 14 июня 2014 года ОАО «Авиакомпания «ЮТэйр» (UTair Aviation) выполняет рейс по маршруту Тамбов — Сочи (Адлер) — Тамбов на самолете ATR-72 еженедельно по субботам. Период выполнения по сентябрь 2014 года. 
С 8 января 2017 ОАО «Авиакомпания «РусЛайн» выполняет рейс по маршруту Москва (Домодедово) — Тамбов — Москва на самолете Bombardier CRJ-200.
С марта 2018 в Тамбовской области появилась санитарная авиация: вертолёт Ми-8.

## Направления
- «ЮТэйр» (UTair Aviation) Тамбов – Москва (Ан-24)
- «ЮТэйр» (UTair Aviation) Тамбов – Сочи (ATR-72)

- «РусЛайн» Тамбов – Казань

- «РусЛайн» Тамбов – Санкт-Петербург

## Показатели деятельности
| год             | 2014 | 2015 | 2016 | 2017 | 2018 | 2019 | 2020 | 2021 | 2022 | 2023 | 2024 |
| тыс. пассажиров | 28,1 | 24,9 | 23,3 | 31,3 | 22,2 | 18,4 | 14,5 | 31,8 | 25,6 | 31,5 | 39   |
| Источники:      |      |      |      |      |      |      |      |      |      |      |      |